# Тен Шучунь
Тен Шучунь (кит.: 鄧述諄; 1902–1970) — китайський міколог.

## Біографія
Тен Шучунь народився 12 грудня 1902 року. У 1923 році вступив до Корнеллського університету в Нью-Йорку. У 1928 році закінчив його зі ступенем бакалавра і став викладати в Ліннаньському університеті. З 1933 року Тен Шучунь викладав в Кінлінському і Нанкінському університетах. Тен Шучунь брав участь у створенні кількох лісогосподарських станцій вздовж річки Хуанхе для захисту від руйнування її берегів. У 1940-х роках Тен Шучунь працював в Ботанічному інституті Китайської академії (Academia sinica), в 1948 році став членом Академії. У 1955 році Тен Шучунь став членом Китайської академії наук. Він був директором мікологічного відділення Мікробіологічного інституту.
Тен Шучунь став жертвою культурної революції. Його заарештували та катували, була конфісковано і знищено його рукопис, що містив близько 600 кольорових малюнків грибів. Тен Шучунь помер 10 травня 1970 року. У 1978 році був реабілітований.

## Гриби, названі на честь Тена Шучунь
- Tengiomyces Réblová, 1999
- Entoloma tengii W.M.Zhang & T.H.Li, 2002
- Lachnum tengii W.Y.Zhuang, 2002
- Lambertella tengii W.Y.Zhuang, 2002
- Melchioria tengii E.Müll., 1962
- Sinoboletus tengii M.Zang & Yan Liu, 2002
- Sporidesmium tengii W.P.Wu, 2005
- Syncephalis tengi S.H.Ou, 1940
- Xerocomus tengii M.Zang, J.T.Lin & N.L.Huang, 2002